# Je n'ai pas vu le temps passer...
 (mars 2025).
Albums de Charles Aznavour
Voilà que tu reviens
(1976) Un enfant est né...
(1978)
Je n'ai pas vu le temps passer est le 33e album studio de Charles Aznavour. Il sort en 1978.

## Chansons
| 1. | Avant la Guerre                |  |  |
| 2. | Je n'ai pas vu le temps passer |  |  |
| 3. | J'ai vu Paris                  |  |  |
| 4. | Ne t'en Fais Pas               |  |  |
| 5. | La Chanson de Faubourg         |  |  |

| 6.  | Dans La Chambre Il y a |  |  |
| 7.  | Camarade               |  |  |
| 8.  | Les Amours Medicales   |  |  |
| 9.  | Un Corps               |  |  |
| 10. | Je ne Connais Que Toi  |  |  |